# Changjin-gun
Changjin-gun (koreanska: 장진군) är en kommun i Nordkorea.   Den ligger i provinsen Hamnam, i den centrala delen av landet, 210 km nordost om huvudstaden Pyongyang.